# Jakob Bartsch
Jakob Bartsch ou Jacobus Bartschius (Lubań, c. 1600 – 26 de dezembro de 1633) foi um astrônomo alemão.

## Biografia
Bartsch nasceu em Lubań, Lusácia. Aprendeu a usar o astrolábio com Sarcephalus (Christopher Hauptfleisch), um livreiro em Breslau. Estudou astronomia e medicina na Universidade de Estrasburgo.
Em 1624 Bartsch publicou o livro Usus astronomicus planisphaerii stellati contendo um mapa estelar com seis novas constelações introduzidas em torno de 1613 por Petrus Plancius em um globo celestial publicado por Pieter van den Keere. Estas seis constelações são Camelopardalis, Gallus, Jordanus, Monoceros (que ele denominou Unicornu), Tigris e Musca Borealis. Mencionou também mas não representou Reticulum, uma invenção separada de Isaac Habrecht II. Bartsch foi muitas vezes erroneamente creditado por haver inventado estas constelações. Somente Camelopardalis e Monoceros são atualmente consideradas constelações.
Bartsch casou com a filha de Johannes Kepler Susanna, em 12 de março de  1630 e ajudou Kepler em seus cálculos. Após a morte de Kepler em 1630, Bartsch editou sua obra póstuma Somnium. Ajudou a arrecadar dinheiro das propriedades de Kepler para sua viúva.
Bartsch morreu em Lubań em 1633.